# Crateranthus congolensis
Crateranthus congolensis là một loài thực vật có hoa trong họ Lecythidaceae. Loài này được Lecomte mô tả khoa học đầu tiên năm 1920.